# Robert Grassin
Robert Grassin (Le Mans, 17 de septiembre de 1898-Gien, 26 de junio de 1980) fue un deportista francés que compitió en ciclismo en la modalidad de pista. Ganó dos medallas en el Campeonato Mundial de Ciclismo en Pista, oro en 1925 y bronce 1930.

## Medallero internacional
| Campeonato Mundial | Campeonato Mundial       | Campeonato Mundial | Campeonato Mundial |
| Año                | Lugar                    | Medalla            | Competición        |
| ------------------ | ------------------------ | ------------------ | ------------------ |
| 1925               | Ámsterdam (Países Bajos) | Medalla de oro     | Medio fondo (P)    |
| 1930               | Bruselas (Bélgica)       | Medalla de bronce  | Medio fondo (P)    |